# جوزيبي كاستيجليون
جوزيبي كاستيجليون هو سياسي إيطالي، ولد في 5 أكتوبر 1963 في برونتي في إيطاليا. نشط حزبياً في حزب شعب الحرية والحزب الديمقراطي المسيحي الإيطالي.

## مناصب
- انتخب president of the Province of Catania ‏.
- في انتخابات البرلمان الأوروبي 2004، انتخب عضو في البرلمان الأوروبي عن دائرة الجزر الايطالية [الإنجليزية]‏ لترشحه ضمن قائمة فورزا إيطاليا، وقد انضم خلال فترته النيابية (20 يوليو 2004 – 11 سبتمبر 2008) للكتلة البرلمانية كتلة حزب الشعب الأوروبي.
- انتخب عضو مجلس النواب في الجمهورية الإيطالية ‏ عن دائرة صقلية الثانية [الإنجليزية]‏ وقد انضم خلال فترته النيابية [الإنجليزية]‏ للكتلة البرلمانية Popular Area [الإنجليزية]‏.
- انتخب عضو مجلس النواب في الجمهورية الإيطالية ‏.